# Amel Bent
Amel Bent, pseudonimo di Amel Bentbachir (in arabo آمال بنت‎?; Parigi, 21 giugno 1985), è una cantante e attrice francese di origine algerina e marocchina.
Nel 2004, la sua partecipazione alla seconda stagione del programma Nouvelle Star, trasmesso su M6, la rivela al grande pubblico. Si classificò terza al concorso e pubblicò il suo primo album lo stesso anno: Un jour d'été.
È stata coach del talent show francese The Voice Kids dal 2018 al 2019 e di The Voice: La Plus Belle Voix dal 2020 al 2023.

## Biografia
Amel Bent è nata da genitori di origine algerina e marocchina il 21 giugno 1985. Ha sempre vissuto a La Courneuve. Fin da piccola ha seguito corsi di canto ma da adolescente ha deciso di intraprendere la professione di psicologa e si è iscritta al liceo scientifico. Già a 16 anni ebbe l'opportunità di cantare allo stadio La Marsigliese davanti a 3000 persone.
In seguito si iscrisse alla facoltà di Psicologia ma la sua partecipazione al programma televisivo Nouvelle Star nel 2004, dove si classificò terza, fu un successo così grande che decise di dedicarsi interamente alla musica. Il suo primo album uscì il 30 novembre 2004, Un jour d'été, scritto in collaborazione con Diam's. In Francia fu presto in vetta alle classifiche con brani come Ma philosophie, Le droit à l'erreur e Ne retiens pas tes larmes. L'album ha venduto 650 000 copie.

## Filmografia
- Affaires étrangères – serie TV (2012)
- Soda – serie TV (2012)
- Scènes de ménages – serie TV (2012)
- Nos Chers voisins au ski – serie TV (2017)
- Les sandales blanches, regia di Christian Faure – miniserie TV (2022)
- Je te promets – serie TV (2023)

## Doppiaggio
- Gloria in Happy Feet 2
- Cristal in Trilli e il segreto delle ali
- Meechee in Smallfoot - Il mio amico delle nevi
- Viva in Trolls 3 - Tutti insieme

## Discografia

### Album in studio
- 2004 – Un jour d'été
- 2007 – À 20 ans
- 2009 – Où je vais
- 2011 – Délit mineur

### Singoli
- 2020 – Jusqu'au bout (con Imen Es)